# 상수멸무위
상수멸무위(想受滅無爲)는 대승불교의 유식유가행파의 교학에서 설하는 6무위 가운데 하나이다. 유식유가행파의 교학에 따르면 6무위의 각각은 별도의 실체가 아니며 진여(眞如) · 법성(法性) · 실상(實相) · 열반(涅槃) · 법계(法界) 등으로 불리는 1가지 무위법의 중요한 6가지 측면을 말한다.
상수멸무위는 줄임말로 상수멸(想受滅)이라고도 한다.
상수멸(想受滅)의 문자 그대로의 뜻은 상(想)과 수(受)의 마음작용이 소멸되었다는 것으로, 이 두 마음작용은 5온에서 각각 상온과 수온에 해당한다. 따라서, 상수멸무위의 문자 그대로의 뜻은  '상수멸의 무위'로, 상수멸의 상태에서 드러나는 또는 깨닫게 되는 무위를 말한다. 한편, 멸진정(滅盡定)을 상수멸정(想受滅定) 또는 멸수상정(滅受想定)이라고도 하는데, 멸진정은 상수멸무위와 직접적인 관련이 있다.
유식유가행파의 교학에 따르면, 상수멸무위는 무색계의 제4천인 비상비비상처지(非想非非想處地)에서 멸진정(滅盡定)을 닦는 중에 점차로 드러나는 또는 깨닫게 되다가 멸진정이 완성되었을 때 완전히 드러나는 또는 깨닫게 되는 '진여 · 법성 · 실상 · 열반 또는 법계의 한 측면'을 말한다. 그리고 《대승아비달마집론》과 《대승아비달마잡집론》에 따르면 멸진정은  '불항행(不恒行)의 모든 심 · 심소[不恒行諸心心所]'와 '항행(恒行)의 일분의 심 · 심소[恒行一分心心所滅]', 즉 '항상 현행하지는 않는 부류에 속한 모든 마음과 마음작용'과 '항상 현행하는 부류에 속한 마음과 마음작용의 일부'가 소멸되는 선정이다. 간단히 말하자면, '제6의식과 그것의 마음작용'의 전부 그리고 '제7말나식과 그것의 마음작용'의 일부가 소멸되는 선정이다.
즉, 상수멸무위는 멸진정에 의해 증득되는, '제6의식과 그것의 마음작용'의 전부 그리고 '제7말나식과 그것의 마음작용'의 일부가 소멸된 적정(寂靜)의 상태를 말하는데,
이 상태를 두고 무위법의 하나라고 말하는 것은 이 적정(寂靜)의 상태가 유위법 즉 인연화합에 의해 만들어진 어떤 상태가 아니라 진여의 한 측면, 즉 1가지 무위법의 한 측면이라는 것을 뜻한다.

## 같이 보기
- 제4정려
- 3수
- 사(捨)
- 적정
- 멸진정
- 부동멸무위

## 참고 문헌
- 곽철환 (2003). 《시공 불교사전》. 시공사 / 네이버 지식백과. |title=에 외부 링크가 있음 (도움말)
- 권오민 (1991). 《경량부철학의 비판적 체계 연구》. 동국대학원 철학박사 학위논문.
- 무착 지음, 현장 한역 (K.571, T.1602). 《현양성교론》. 한글대장경 검색시스템 - 전자불전연구소 / 동국역경원. K.571(16-1), T.1602(31-480). |title=에 외부 링크가 있음 (도움말)
- 미륵 지음, 현장 한역, 강명희 번역 (K.614, T.1579). 《유가사지론》. 한글대장경 검색시스템 - 전자불전연구소 / 동국역경원. K.570(15-465), T.1579(30-279). |title=에 외부 링크가 있음 (도움말)
- 세우 지음, 현장 한역, 송성수 번역 (K.949, T.1542). 《아비달마품류족론》. 한글대장경 검색시스템 - 전자불전연구소 / 동국역경원. K.949(25-149), T.1542(26-692). |title=에 외부 링크가 있음 (도움말)
- 세친 지음, 현장 한역, 권오민 번역 (K.955, T.1558). 《아비달마구사론》. 한글대장경 검색시스템 - 전자불전연구소 / 동국역경원. K.955(27-453), T.1558(29-1). |title=에 외부 링크가 있음 (도움말)
- 세친 지음, 현장 한역, 송성수 번역 (K.618, T.1612). 《대승오온론》. 한글대장경 검색시스템 - 전자불전연구소 / 동국역경원. K.618(17-637), T.1612(31-848). |title=에 외부 링크가 있음 (도움말)
- 세친 지음, 현장 한역, 송성수 번역 (K.644, T.1614). 《대승백법명문론》. 한글대장경 검색시스템 - 전자불전연구소 / 동국역경원. K.644(17-808), T.1614(31-855). |title=에 외부 링크가 있음 (도움말)
- 운허.  동국역경원 편집, 편집. 《불교 사전》. |title=에 외부 링크가 있음 (도움말)
- (중국어) 무착 조, 현장 한역 (T.1602). 《현양성교론(顯揚聖敎論)》. 대정신수대장경. T31, No. 1602, CBETA. |title=에 외부 링크가 있음 (도움말)
- (중국어) 미륵 조, 현장 한역 (T.1579). 《유가사지론(瑜伽師地論)》. 대정신수대장경. T30, No. 1579. CBETA. |title=에 외부 링크가 있음 (도움말)
- (중국어) 星雲. 《佛光大辭典(불광대사전)》 3판. |title=에 외부 링크가 있음 (도움말)
- (중국어) 세우 조, 현장 한역 (T.1542). 《아비달마품류족론(阿毘達磨品類足論)》. 대정신수대장경. T26, No. 1542, CBETA. |title=에 외부 링크가 있음 (도움말)
- (중국어) 세친 조, 현장 한역 (T.1558). 《아비달마구사론(阿毘達磨俱舍論)》. 대정신수대장경. T29, No. 1558, CBETA. |title=에 외부 링크가 있음 (도움말)
- (중국어) 세친 조, 현장 한역 (T.1612). 《대승오온론(大乘五蘊論)》. 대정신수대장경. T31, No. 1612, CBETA. |title=에 외부 링크가 있음 (도움말)
- (중국어) 세친 조, 현장 한역 (T.1614). 《대승백법명문론(大乘百法明門論)》. 대정신수대장경. T31, No. 1614, CBETA. |title=에 외부 링크가 있음 (도움말)